# Крус, Каталина
Катали́на Крус (англ. Catalina Cruz; род. 13 сентября 1979 года, Кливленд, Огайо, США) — американская порноактриса и модель.

## Биография
Родилась в городе Кливленд, штат Огайо, в словенской семье. Работала секретаршей в японской коммерческой фирме.
Сниматься начала для спортивных журналов, за этим последовали эротические фотосессии. Потом Каталина начала выкладывать в Интернет любительские видеоролики, на которых она занимается любовью со своим парнем.
В порнобизнес Каталина пришла довольно поздно — в 2000 году, открыв интернет-сайт. Первое время она скрывала свой возраст (благо, выглядит она моложе своих лет) и работала под псевдонимом Jenna Z. (Дженна Зет).
Вскоре Каталина взяла псевдоним Крус — по собственному признанию, её слишком уж часто сравнивали с известной актрисой: «Каждый день мне говорили, что я похожа на Пенелопу Крус с её большой грудью».
Несмотря на предложения ряда известных порностудий, Каталина предпочла остаться независимой интернет-актрисой и моделью.
Работала перед камерой вместе с Джиной Линн.
В настоящее время актриса живёт в Аризоне.

## Сексуальные предпочтения
Каталина бисексуальна. Но по поводу приоритетов она вполне определённо высказалась в интервью: «Я не могу жить без мужчины, поэтому на первом месте для меня гетеросексуальные отношения. Секс с женщиной — это, скорее, бонус». Каталине нравятся брюнетки, в одном из интервью она призналась, что хотела бы сняться вместе с Терой Патрик.
Однозначно не приемлет секс с животными, малолетними, фистинг, puking, жестокость. Только «хардкор, чувственный секс с совершеннолетними»".

## Премии и номинации
- 2009 AVN Award — Web Starlet of the Year[2]
- 2009 XBIZ Award nominee — Web Babe/Starlet of the Year[3]
- 2010 XBIZ Award nominee — Web Babe of the Year[4]
- 2011 AVN Award nominee — Best Web Star[5]